# ロザーテ
ロザーテ（伊: Rosate）は、イタリア共和国ロンバルディア州ミラノ県にある、人口約5,800人の基礎自治体（コムーネ）。

## 地理

### 位置・広がり

#### 隣接コムーネ
隣接するコムーネは以下の通り。
- ブッビアーノ
- カルヴィニャスコ
- ガッジャーノ
- グード・ヴィスコンティ
- モリモンド
- ノヴィーリオ
- ヴェルナーテ

### 地震分類
イタリアの地震リスク階級 (it) では、4 に分類される
。

## 行政

### 分離集落
ロザーテには、以下の分離集落（フラツィオーネ）がある。
- Cavoletto, Gaggianese, Longona, Malpaga, Micona, Nuova, Paù, Rota

## 姉妹都市
- Tarnowo Podgórne、ポーランド
- Rohrdorf、ドイツ